# Sunwoo Hwi
Sunwoo Hwi fue un novelista surcoreano.

## Biografía
Sunwoo Hwi nació el 3 de enero de 1922 en Chongju, provincia de Pyeongan del Norte, actual Corea del Norte. Fue novelista, poeta, periodista, filósofo y también combatió en la guerra de Corea de 1950 a 1952. Fue un famoso escritor y periodista anticomunista. Se graduó de la Escuela Gyeongseong de Profesores en 1944. Trabajó como periodista para el periódico Chosun Ilbo antes de enlistarse en el ejército en 1949 como oficial de información y educación. Debutó en la literatura en 1955 con la publicación de la historia "El fantasma" (Gwisin).

## Obra
Su mundo literario se caracteriza por lo que ha sido llamado como "humanismo conductual", la expresión de una voluntad activa en situaciones extremas. "La chispa" (Bulkkot), por el que ganó reconocimiento por primera vez, trata de un hombre que supera su mentalidad escapista para adoptar un espíritu de resistencia. Como en "La chispa", en las novelas Guardavía sin bandera (Gitbal eomneun gisu) y El final de la persecución (Chujeogui pinalle), la voluntad de actuar está arraigada en el respeto a la humanidad y el deseo de oponerse a la deshumanización. Para Sunwoo Hwi, es la responsabilidad de los intelectuales participar activamente en los temas sociales y resistirse a la deshumanización causada por conflictos ideológicos y males sociales. El acercamiento humanista está demasiado marcado en algunas obras como "El mito del valle Ssaritgol" (Ssaritgorui sinhwa), lo que da a la obra la sensación de un mundo imaginario alejado de la realidad contemporánea. Después de 1956 empezó a mostrar una actitud más conservadora respecto al sistema. En "El Gólgota sin cruz" (Sipjaga eomneun golgoda), "Un chico de trece años" (Yeol sesarui sonyeon) y "Una historia divertida sobra gente divertida", se centra en la nostalgia de los hogares perdidos de la infancia. El premio gordo (Nodaji), publicado de forma serial en Chosun Weekly desde 1979 a 1981, es la crónica de una familia.

## Obras en coreano
- Obras completas de Sunwoo Hwi (1987)
- "El fantasma"
- "El incendio"
- "El mito del valle Ssaritgol"
- "Nostalgia de la tierra natal"

## Premios
- Premio literario Dong-in (1957)